# U-610
| U-610                      | U-610                                                          | U-610                                                          |
| -------------------------- | -------------------------------------------------------------- | -------------------------------------------------------------- |
|                            |                                                                |                                                                |
|                            |                                                                |                                                                |
|                            |                                                                |                                                                |
| Під прапором               | Третій рейх                                                    | Третій рейх                                                    |
| Спуск на воду              | 24 грудня 1941 року                                            | 24 грудня 1941 року                                            |
| Виведений зі складу флоту  | 8 жовтня 1943 року                                             | 8 жовтня 1943 року                                             |
| Сучасний статус            | затоплений                                                     | затоплений                                                     |
| Проєкт                     |                                                                |                                                                |
| Тип ПЧ                     | Торпедний ДПЧ                                                  | Торпедний ДПЧ                                                  |
| Основні характеристики     |                                                                |                                                                |
| Швидкість (надводна)       | 17,7 вузлів                                                    | 17,7 вузлів                                                    |
| Швидкість (підводна)       | 7,6 вузлів                                                     | 7,6 вузлів                                                     |
| Робоча глибина занурення   | 100 м                                                          | 100 м                                                          |
| Гранична глибина занурення | 220 м                                                          | 220 м                                                          |
| Екіпаж                     | 44 осіб                                                        | 44 осіб                                                        |
| Розміри                    |                                                                |                                                                |
| Довжина найбільша (по КВЛ) | 67,1 м                                                         | 67,1 м                                                         |
| Ширина корпусу найб.       | 6,2 м                                                          | 6,2 м                                                          |
| Висота                     | 9,6 м                                                          | 9,6 м                                                          |
| Середня осадка (по КВЛ)    | 4,70 м                                                         | 4,70 м                                                         |
| Водотоннажність надводна   | 769 т                                                          | 769 т                                                          |
| Озброєння                  |                                                                |                                                                |
| Артилерія                  | одна палубна гармата калібру 88-мм, одна 20-мм зенітна гармата | одна палубна гармата калібру 88-мм, одна 20-мм зенітна гармата |
| Торпедно- мінне озброєння  | 4 носових і один кормовий ТА. 14 торпед або 26 мін             | 4 носових і один кормовий ТА. 14 торпед або 26 мін             |

U-610 — німецький підводний човен типу VIIC, часів  Другої світової війни.
Замовлення на будівництво човна було віддане 22 травня 1940 року. Човен був закладений на верфі суднобудівної компанії «Blohm + Voss» у Гамбурзі 5 квітня 1941 року під будівельним номером 586, спущений на воду 24 грудня 1941 року, 19 лютого 1942 року увійшов до складу 5-ї флотилії. Також за час служби перебував у складі 6-ї флотилії. Єдиним командиром човна був оберлейтенант-цур-зее барон Вальтер фон Фрейберг-Айзенберг-Алльмендінген.
Човен зробив 4 бойових походи, в яких потопив 4 (загальна водотоннажність 21 273 брт) та пошкодив 1 судно.
Потоплений 8 жовтня 1943 року в Північній Атлантиці північно-західніше Ірландії (55°45′ пн. ш. 24°33′ зх. д. / 55.750° пн. ш. 24.550° зх. д.) глибинними бомбами канадського летючого човна «Сандерленд». Всі 51 член екіпажу загинули.

## Потоплені та пошкоджені кораблі[3]
| Назва               | Тип           | Належність      | Дата            | Тоннаж (БРТ) | Вантаж                                                                                     | Статус     | Місце                                                       |
| Lifland             | торгове судно | Велика Британія | 29 вересня 1942 | 2 254        | Ліс                                                                                        | потоплено  | 55°57′ пн. ш. 24°55′ зх. д. / 55.950° пн. ш. 24.917° зх. д. |
| Steel Navigator     | торгове судно | США             | 19 жовтня 1942  | 5 718        | 2 000 т піску як баласт                                                                    | потоплено  | 49°45′ пн. ш. 31°20′ зх. д. / 49.750° пн. ш. 31.333° зх. д. |
| Bello               | танкер        | Норвегія        | 16 грудня 1942  | 6 125        | Баласт                                                                                     | потоплено  | 51°45′ пн. ш. 23°50′ зх. д. / 51.750° пн. ш. 23.833° зх. д. |
| Regent Lion         | танкер        | Велика Британія | 16 грудня 1942  | 9 551        |                                                                                            | пошкоджено | 51°45′ пн. ш. 23°50′ зх. д. / 51.750° пн. ш. 23.833° зх. д. |
| William Pierce Frye | торгове судно | США             | 29 березня 1943 | 7 176        | 7 500 т військових матеріалів, включно з 750 т вибухівки, пшеницею та 5 літаками на палубі | потоплено  | 56°57′ пн. ш. 24°15′ зх. д. / 56.950° пн. ш. 24.250° зх. д. |